# Nikita (Fernsehserie)/Episodenliste
Diese Episodenliste enthält alle Episoden der kanadischen Actionserie Nikita, sortiert nach der US-amerikanischen Erstausstrahlung. Zwischen 1997 und 2001 entstanden in fünf Staffeln 96 Episoden mit einer Länge von jeweils etwa 45 Minuten.

## Übersicht
| Staffel | Episodenanzahl | Erstausstrahlung USA | Erstausstrahlung USA | Deutschsprachige Erstausstrahlung | Deutschsprachige Erstausstrahlung |
| Staffel | Episodenanzahl | Staffelpremiere      | Staffelfinale        | Staffelpremiere                   | Staffelfinale                     |
| ------- | -------------- | -------------------- | -------------------- | --------------------------------- | --------------------------------- |
| 1       | 22             | 13. Januar 1997      | 5. Oktober 1997      | 18. Januar 1999                   |                                   |
| 2       | 22             | 4. Januar 1998       | 30. August 1998      |                                   |                                   |
| 3       | 22             | 3. Januar 1999       | 29. August 1999      |                                   |                                   |
| 4       | 22             | 9. Januar 2000       | 27. August 2000      |                                   |                                   |
| 5       | 8              | 7. Januar 2001       | 4. März 2001         |                                   |                                   |

## Staffel 1
Die Erstausstrahlung der ersten Staffel war vom 13. Januar bis zum 5. Oktober 1997 auf dem US-amerikanischen Kabelsender USA Network zu sehen. Die deutschsprachige Erstausstrahlung sendet der deutsche Free-TV-Sender RTL II ab dem 18. Januar 1999.
| Nr. (ges.) | Nr. (St.) | Deutscher Titel      | Originaltitel | Erstausstrahlung USA | Deutschsprachige Erstausstrahlung (D) | Regie                              | Drehbuch                        |
| ---------- | --------- | -------------------- | ------------- | -------------------- | ------------------------------------- | ---------------------------------- | ------------------------------- |
| 1          | 1         | Die Prüfung          | Nikita        | 13. Jan. 1997        | 18. Jan. 1999                         | Jon Cassar                         | Cyrus Nowrasteh                 |
| 2          | 2         | Der Todesengel       | Friend        | 20. Jan. 1997        | —                                     | Guy Magar                          | Naomi Janzen                    |
| 3          | 3         | Tod einer Freundin   | Simone        | 27. Jan. 1997        | —                                     | Jerry Ciccoritti                   | Michael Loceff                  |
| 4          | 4         | Der Wohltäter        | Charity       | 3. Feb. 1997         | —                                     | Kari Skogland                      | Robert Cochran                  |
| 5          | 5         | Mutterliebe          | Mother        | 10. Feb. 1997        | —                                     | Guy Magar                          | Naomi Janzen                    |
| 6          | 6         | Giftgasanschlag      | Love          | 17. Feb. 1997        | —                                     | Jon Cassar                         | Michael Loceff                  |
| 7          | 7         | Verrat               | Treason       | 24. Feb. 1997        | —                                     | Jerry Ciccoritti                   | Robert Cochran                  |
| 8          | 8         | Schmutziges Spiel    | Escape        | 3. März 1997         | —                                     | George Bloomfield                  | Andrew Dettmann & Daniel Trudy  |
| 9          | 9         | Gefahr für Sektion 1 | Gray          | 10. März 1997        | —                                     | Ken Girotti                        | Robert Cochran                  |
| 10         | 10        | Doppelleben          | Choice        | 7. Apr. 1997         | —                                     | George Bloomfield                  | Michael Loceff                  |
| 11         | 11        | Geballte Ladung      | Rescue        | 14. Apr. 1997        | —                                     | Ken Girotti                        | Peter Bellwood                  |
| 12         | 12        | Der Super-Gau        | Innocent      | 21. Apr. 1997        | —                                     | George Bloomfield                  | Michael Loceff                  |
| 13         | 13        | Die Psychopathin     | Recruit       | 22. Juni 1997        | —                                     | Reza Badiyi                        | Larry Riskin                    |
| 14         | 14        | Schachmatt           | Gambit        | 29. Juni 1997        | —                                     | Jon Cassar                         | Michael Loceff                  |
| 15         | 15        | Besessen             | Obsessed      | 20. Juli 1997        | —                                     | T.J. Scott                         | Robert Cochran                  |
| 16         | 16        | Kein harter Kämpfer  | Noise         | 27. Juli 1997        | —                                     | Reza Badiyi & T.J. Scott           | Michael Loceff                  |
| 17         | 17        | Krieg                | War           | 3. Aug. 1997         | —                                     | René Bonnière                      | Maurice Hurley                  |
| 18         | 18        | Väter und Söhne      | Missing       | 10. Aug. 1997        | —                                     | Reza Badiyi                        | Naomi Janzen                    |
| 19         | 19        | Wendepunkt           | Voices        | 17. Aug. 1997        | —                                     | David Warry-Smith                  | Maurice Hurley                  |
| 20         | 20        | Gehirnwäsche         | Brainwash     | 21. Sep. 1997        | —                                     | René Bonnière                      | Peter Bellwood                  |
| 21         | 21        | Das Urteil           | Verdict       | 28. Sep. 1997        | —                                     | René Bonnière & Gilbert M. Shilton | Peter Bellwood & Robert Cochran |
| 22         | 22        | Gnade                | Mercy         | 5. Okt. 1997         | —                                     | Joseph Scanlan                     | Michael Loceff                  |

## Staffel 2
Die Erstausstrahlung der zweiten Staffel war vom 4. Januar bis zum 30. August 1998 auf dem US-amerikanischen Kabelsender USA Network zu sehen. Die deutschsprachige Erstausstrahlung sendet der österreichische Free-TV-Sender ORF eins.
| Nr. (ges.) | Nr. (St.) | Deutscher Titel             | Originaltitel     | Erstausstrahlung USA | Deutschsprachige Erstausstrahlung (A) | Regie             | Drehbuch                      |
| ---------- | --------- | --------------------------- | ----------------- | -------------------- | ------------------------------------- | ----------------- | ----------------------------- |
| 23         | 1         | Der Maulwurf                | Hard Landing      | 4. Jan. 1998         | —                                     | Jon Cassar        | Michael Loceff                |
| 24         | 2         | Unter Verdacht              | Spec Ops          | 11. Jan. 1998        | —                                     | T.J. Scott        | Robert Cochran                |
| 25         | 3         | Bewährungsprobe             | Third Person      | 18. Jan. 1998        | —                                     | Jon Cassar        | Michael Loceff                |
| 26         | 4         | Eine Liebe zerbricht        | Approaching Zero  | 1. Feb. 1998         | —                                     | René Bonnière     | Michael Loceff                |
| 27         | 5         | Führungswechsel             | New Regime        | 1. März 1998         | —                                     | Jon Cassar        | Robert Cochran                |
| 28         | 6         | Einsame Entscheidung        | Mandatory Refusal | 8. März 1998         | —                                     | Ken Girotti       | David Ehrman                  |
| 29         | 7         | Zwiespalt                   | Half-Life         | 22. März 1998        | —                                     | René Bonnière     | Maurice Hurley                |
| 30         | 8         | Dunkle Kanäle               | Darkness Visible  | 29. März 1998        | —                                     | Ken Girotti       | David Ehrman                  |
| 31         | 9         | Die lebende Bombe           | Open Heart        | 5. Apr. 1998         | —                                     | René Bonnière     | Elliot Stern                  |
| 32         | 10        | Mission ohne Mitgefühl      | First Mission     | 12. Apr. 1998        | —                                     | Guy Magar         | Peter Mohan & Jim Henshaw     |
| 33         | 11        | Fahrt ins Jenseits          | Psychic Pilgrim   | 19. Apr. 1998        | —                                     | René Bonnière     | Michael Loceff                |
| 34         | 12        | Doppeltes Spiel             | Soul Sacrifice    | 14. Juni 1998        | —                                     | David Warry-Smith | Michael Loceff                |
| 35         | 13        | Agent ohne Vergangenheit    | Not Was           | 21. Juni 1998        | —                                     | René Bonnière     | Michael Loceff                |
| 36         | 14        | Ausgleichende Gerechtigkeit | Double Date       | 28. Juni 1998        | —                                     | Jon Cassar        | Robert Cochran                |
| 37         | 15        | Der Wunderknabe             | Fuzzy Logic       | 5. Juli 1998         | —                                     | Ken Girotti       | Michael Loceff                |
| 38         | 16        | Alte Gewohnheiten           | Old Habits        | 12. Juli 1998        | —                                     | Terry Ingram      | Maurice Hurley                |
| 39         | 17        | Der schleichende Tod        | Inside Out        | 26. Juli 1998        | —                                     | Ken Girotti       | Maurice Hurley                |
| 40         | 18        | Agentenliebe                | Off Profile       | 2. Aug. 1998         | —                                     | John Fawcett      | David Ehrman                  |
| 41         | 19        | Ausgetrickst                | Last Night        | 9. Aug. 1998         | —                                     | Clark Johnson     | Robert Cochran                |
| 42         | 20        | Der Nebenbuhler             | In Between        | 16. Aug. 1998        | —                                     | Joseph Scanlan    | Michael Loceff                |
| 43         | 21        | Machtspiele                 | Adrian’s Garden   | 23. Aug. 1998        | —                                     | Brad Turner       | Michael Loceff                |
| 44         | 22        | Alles oder nichts           | End Game          | 30. Aug. 1998        | —                                     | Joseph Scanlan    | Robert Cochran & David Ehrman |

## Staffel 3
Die Erstausstrahlung der dritten Staffel war vom 3. Januar bis zum 29. August 1999 auf dem US-amerikanischen Kabelsender USA Network zu sehen. Die deutschsprachige Erstausstrahlung sendet der österreichische Free-TV-Sender ORF eins.
| Nr. (ges.) | Nr. (St.) | Deutscher Titel        | Originaltitel          | Erstausstrahlung USA | Deutschsprachige Erstausstrahlung (A) | Regie          | Drehbuch         |
| ---------- | --------- | ---------------------- | ---------------------- | -------------------- | ------------------------------------- | -------------- | ---------------- |
| 45         | 1         | Macht in Sektion 1     | Looking for Michael    | 3. Jan. 1999         | —                                     | Jon Cassar     | Michael Loceff   |
| 46         | 2         | Der verlorene Vater    | Someone Else’s Shadow  | 10. Jan. 1999        | —                                     | René Bonnière  | Michael Loceff   |
| 47         | 3         | Gefühle unerwünscht    | Opening Night Jitters  | 17. Jan. 1999        | —                                     | Jon Cassar     | David J. Burke   |
| 48         | 4         | Die Pforten der Hölle  | Gates of Hell          | 24. Jan. 1999        | —                                     | René Bonnière  | Robert Cochran   |
| 49         | 5         | Die Killer-Fabrik      | Imitation of Death     | 7. März 1999         | —                                     | Brad Turner    | Cyrus Nowrasteh  |
| 50         | 6         | Eine politische Affäre | Love and Country       | 21. März 1999        | —                                     | Ted Hanlan     | Laurence Hertzog |
| 51         | 7         | Katz und Maus          | Cat and Mouse          | 28. März 1999        | —                                     | Terry Ingram   | Ed Horowitz      |
| 52         | 8         | Das Superhirn          | Outside the Box        | 4. Apr. 1999         | —                                     | Gord Langevin  | James Korris     |
| 53         | 9         | Der Bluff              | Slipping Into Darkness | 11. Apr. 1999        | —                                     | Rick Jacobson  | Peter M. Lenkov  |
| 54         | 10        | Die Peruze-Brüder      | Under the Influence    | 25. Apr. 1999        | —                                     | Rick Jacobson  | Peter M. Lenkov  |
| 55         | 11        | Erinnerungen           | Walk on By             | 25. Apr. 1999        | —                                     | René Bonnière  | Michael Loceff   |
| 56         | 12        | Schmerzgrenze          | Threshold of Pain      | 6. Juni 1999         | —                                     | Terry Ingram   | Michael Sloan    |
| 57         | 13        | Jenseits der Grenzen   | Beyond the Pale        | 13. Juni 1999        | —                                     | René Bonnière  | Lawrence Hertzog |
| 58         | 14        | Gewissensfragen        | Hand to Hand           | 20. Juni 1999        | —                                     | T.J. Scott     | Ed Horowitz      |
| 59         | 15        | Sarahs letzter Auftrag | Before I Sleep         | 27. Juni 1999        | —                                     | Joel Surnow    | Peter M. Lenkov  |
| 60         | 16        | Die Evakuierung        | I Remember Paris       | 18. Juli 1999        | —                                     | Terry Ingram   | Michael Loceff   |
| 61         | 17        | Gefährliche Versuchung | All Good Things        | 25. Juli 1999        | —                                     | Terry Ingram   | Ed Horowitz      |
| 62         | 18        | Degradiert             | Third Party Ripoff     | 1. Aug. 1999         | —                                     | T.J. Scott     | Michael Loceff   |
| 63         | 19        | Der Überläufer         | Any Means Necessary    | 8. Aug. 1999         | —                                     | David Straiton | Lawrence Hertzog |
| 64         | 20        | Intrigen               | Three Eyed Turtle      | 15. Aug. 1999        | —                                     | Jon Cassar     | Maurice Hurley   |
| 65         | 21        | Spiel mit dem Feuer    | Playing With Fire      | 22. Aug. 1999        | —                                     | Joseph Scanlan | Peter M. Lenkov  |
| 66         | 22        | Gezählte Tage          | On Borrowed Time       | 29. Aug. 1999        | —                                     | Ted Hanlan     | Peter M. Lenkov  |

## Staffel 4
Die Erstausstrahlung der vierten Staffel war vom 9. Januar bis zum 27. August 2000 auf dem US-amerikanischen Kabelsender USA Network zu sehen. Die deutschsprachige Erstausstrahlung sendet der österreichische Free-TV-Sender ORF eins.
| Nr. (ges.) | Nr. (St.) | Deutscher Titel                | Originaltitel                 | Erstausstrahlung USA | Deutschsprachige Erstausstrahlung (A) | Regie            | Drehbuch                           |
| ---------- | --------- | ------------------------------ | ----------------------------- | -------------------- | ------------------------------------- | ---------------- | ---------------------------------- |
| 67         | 1         | Ohne Gefühle                   | Getting Out of Reverse        | 9. Jan. 2000         | —                                     | Jon Cassar       | Michael Loceff                     |
| 68         | 2         | Michael auf der Flucht         | There Are No Missions         | 9. Jan. 2000         | —                                     | René Bonnière    | Michael Loceff                     |
| 69         | 3         | Der Blumengarten               | View of the Garden            | 16. Jan. 2000        | —                                     | Jon Cassar       | Robert Cochran                     |
| 70         | 4         | Die Umwandlung                 | Into the Looking Glass        | 23. Jan. 2000        | —                                     | René Bonnière    | Peter M. Lenkov                    |
| 71         | 5         | Nikitas Hochzeit               | Man in the Middle             | 20. Feb. 2000        | —                                     | Ted Hanlan       | Lawrence Hertzog                   |
| 72         | 6         | Anschlag in Den Haag           | Love, Honor and Cherish       | 27. Feb. 2000        | —                                     | Terry Ingram     | Lawrence Hertzog                   |
| 73         | 7         | Walters Geheimnis              | Sympathy for the Devil        | 5. März 2000         | —                                     | Brad Turner      | Lawrence Hertzog                   |
| 74         | 8         | Niemand lebt für immer         | No One Lives Forever          | 12. März 2000        | —                                     | Brad Turner      | Peter M. Lenkov                    |
| 75         | 9         | Der Giftgas-Anschlag           | Down A Crooked Path           | 19. März 2000        | —                                     | Terry Ingram     | Peter M. Lenkov                    |
| 76         | 10        | Der Junge von Sektion Vier     | He Came From Four             | 2. Apr. 2000         | —                                     | René Bonnière    | Ed Horowitz                        |
| 77         | 11        | Zeit für Helden                | Time to be Heroes             | 16. Apr. 2000        | —                                     | Jerry Ciccoritti | Peter M. Lenkov                    |
| 78         | 12        | Madelines große Liebe          | Hell Hath No Fury             | 23. Apr. 2000        | —                                     | René Bonnière    | Lawrence Hertzog                   |
| 79         | 13        | Abschied von der Vergangenheit | Kiss the Past Goodbye         | 25. Juni 2000        | —                                     | Brad Turner      | Frederick Rappaport                |
| 80         | 14        | Der Kardinal                   | Line in the Sand              | 2. Juli 2000         | —                                     | Joel Surnow      | Peter M. Lenkov                    |
| 81         | 15        | Ein Computer spielt falsch     | Abort, Fail, Retry, Terminate | 16. Juli 2000        | —                                     | Brad Turner      | Peter M. Lenkov                    |
| 82         | 16        | Satellit gesucht               | Catch A Falling Star          | 23. Juli 2000        | —                                     | Joseph Scanlan   | Lawrence Hertzog                   |
| 83         | 17        | Der Waffenstillstand           | Sleeping with the Enemy       | 30. Juli 2000        | —                                     | Jon Cassar       | Erica Byrne                        |
| 84         | 18        | Der Spielzeugkeller            | Toys in the Basement          | 6. Aug. 2000         | —                                     | René Bonnière    | Lawrence Hertzog                   |
| 85         | 19        | Ausgeschaltet                  | Time Out of Mind              | 13. Aug. 2000        | —                                     | Brad Turner      | David Ehrman                       |
| 86         | 20        | Das Gesicht im Spiegel         | Face in the Mirror            | 20. Aug. 2000        | —                                     | René Bonnière    | Peter M. Lenkov & Lawrence Hertzog |
| 87         | 21        | Durchs Mauseloch               | Up the Rabbit Hole            | 27. Aug. 2000        | —                                     | Terry Ingram     | Lawrence Hertzog & Peter M. Lenkov |
| 88         | 22        | Der Abschied                   | Four Light Years Farther      | 27. Aug. 2000        | —                                     | Joseph Scanlan   | Michael Loceff                     |

## Staffel 5
Die Erstausstrahlung der fünften Staffel war vom 7. Januar bis zum 4. März 2001 auf dem US-amerikanischen Kabelsender USA Network zu sehen. Die deutschsprachige Erstausstrahlung sendet der österreichische Free-TV-Sender ORF eins.
| Nr. (ges.) | Nr. (St.) | Deutscher Titel               | Originaltitel              | Erstausstrahlung USA | Deutschsprachige Erstausstrahlung (A) | Regie         | Drehbuch                         |
| ---------- | --------- | ----------------------------- | -------------------------- | -------------------- | ------------------------------------- | ------------- | -------------------------------- |
| 89         | 1         | Alte Bekanntschaften          | Déjà Vu All Over Again     | 7. Jan. 2001         | —                                     | Jon Cassar    | Robert Cochran                   |
| 90         | 2         | Die Wiederauferstehung        | A Girl Who Wasn’t There    | 14. Jan. 2001        | —                                     | Terry Ingram  | Lawrence Hertzog                 |
| 91         | 3         | Die Gehirnwäsche              | In Through the Out Door    | 21. Jan. 2001        | —                                     | René Bonnière | David Wolkove                    |
| 92         | 4         | Die ganze Welt ist eine Bühne | All the World’s A Stags    | 4. Feb. 2001         | —                                     | Joel Surnow   | David Wolkove                    |
| 93         | 5         | Der Mann hinter dem Vorhang   | The Man Behind the Curtain | 11. Feb. 2001        | —                                     | René Bonnière | Lawrence Hertzog                 |
| 94         | 6         | Anschlag auf Nikita           | The Evil That Men Do       | 18. Feb. 2001        | —                                     | Roy Dupuis    | Andy Horne & Katherine Tomlinson |
| 95         | 7         | Zwischen den Fronten          | Let No Man Put Asunder     | 25. Feb. 2001        | —                                     | René Bonnière | Lawrence Hertzog                 |
| 96         | 8         | Endspiel                      | A Time For Every Purpose   | 4. März 2001         | —                                     | Brad Turner   | Michael Loceff                   |